# 戰神門

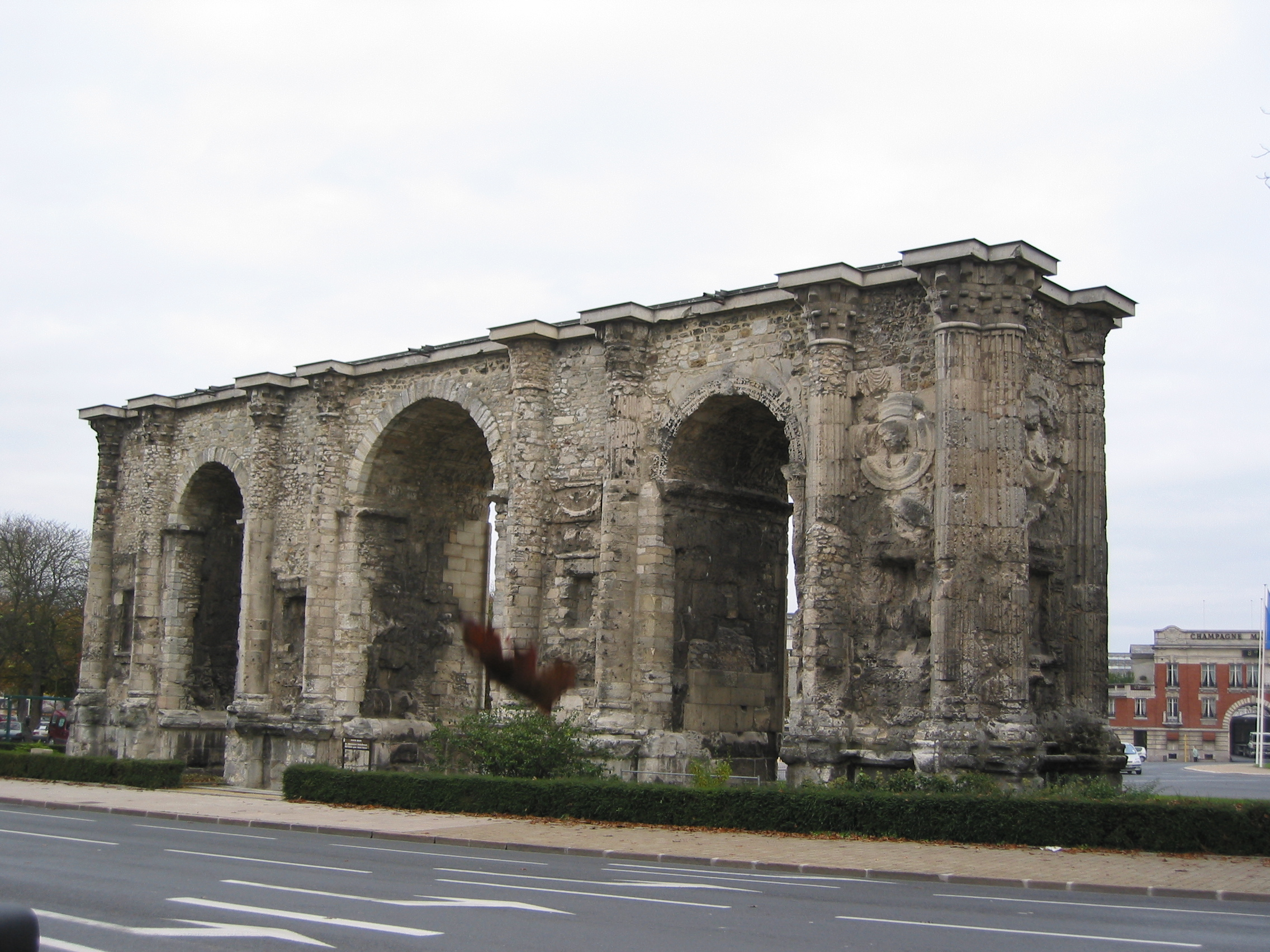
戰神門

戰神門（法語：Porte Mars）是一座位於法國蘭斯的古羅馬時期的凱旋門。戰神門修建於西元三世紀，是古羅馬世界最寬的拱門。拱門長32米，高13米。1817年，拱門附近的建築全部被拆除。

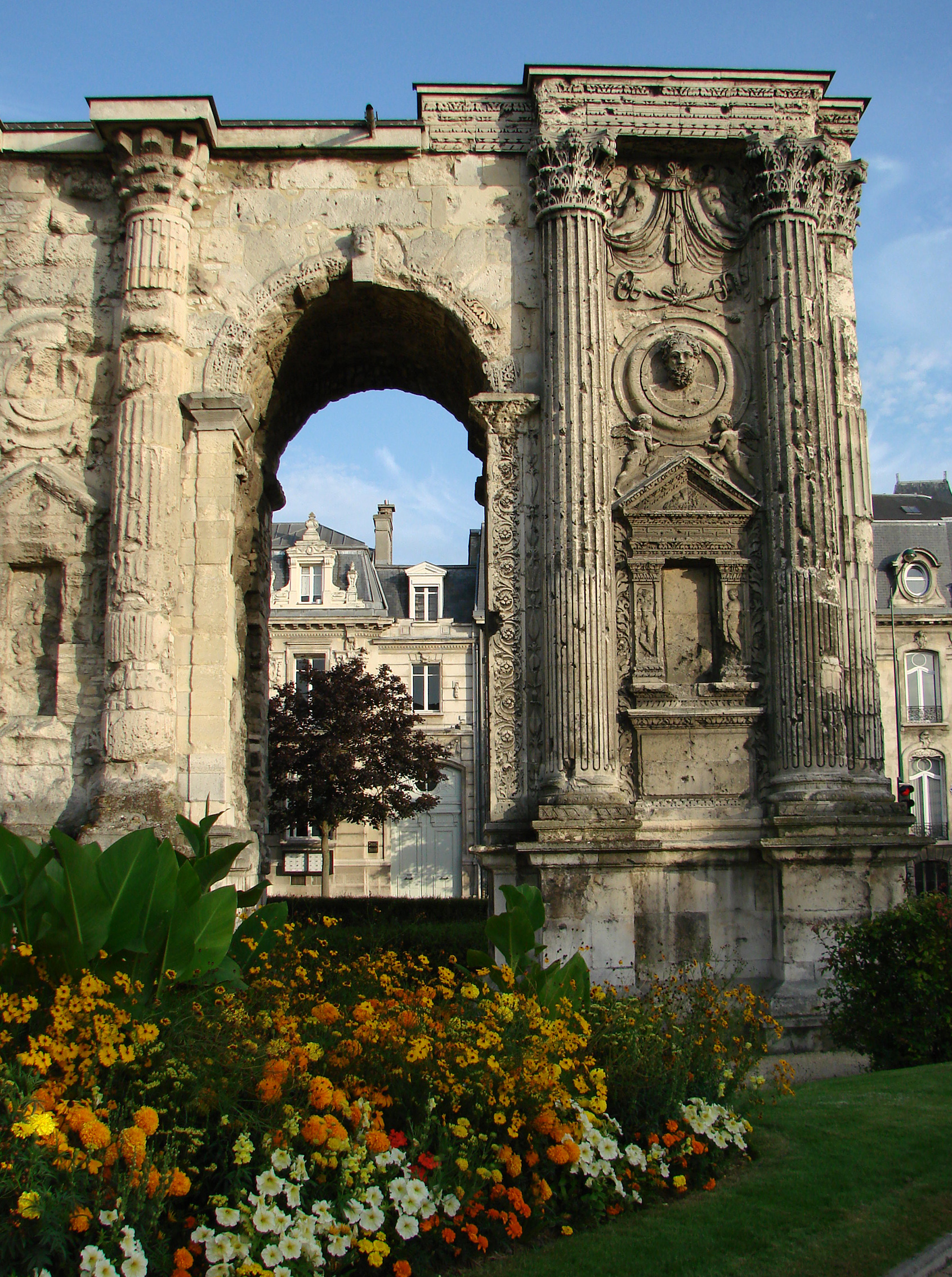
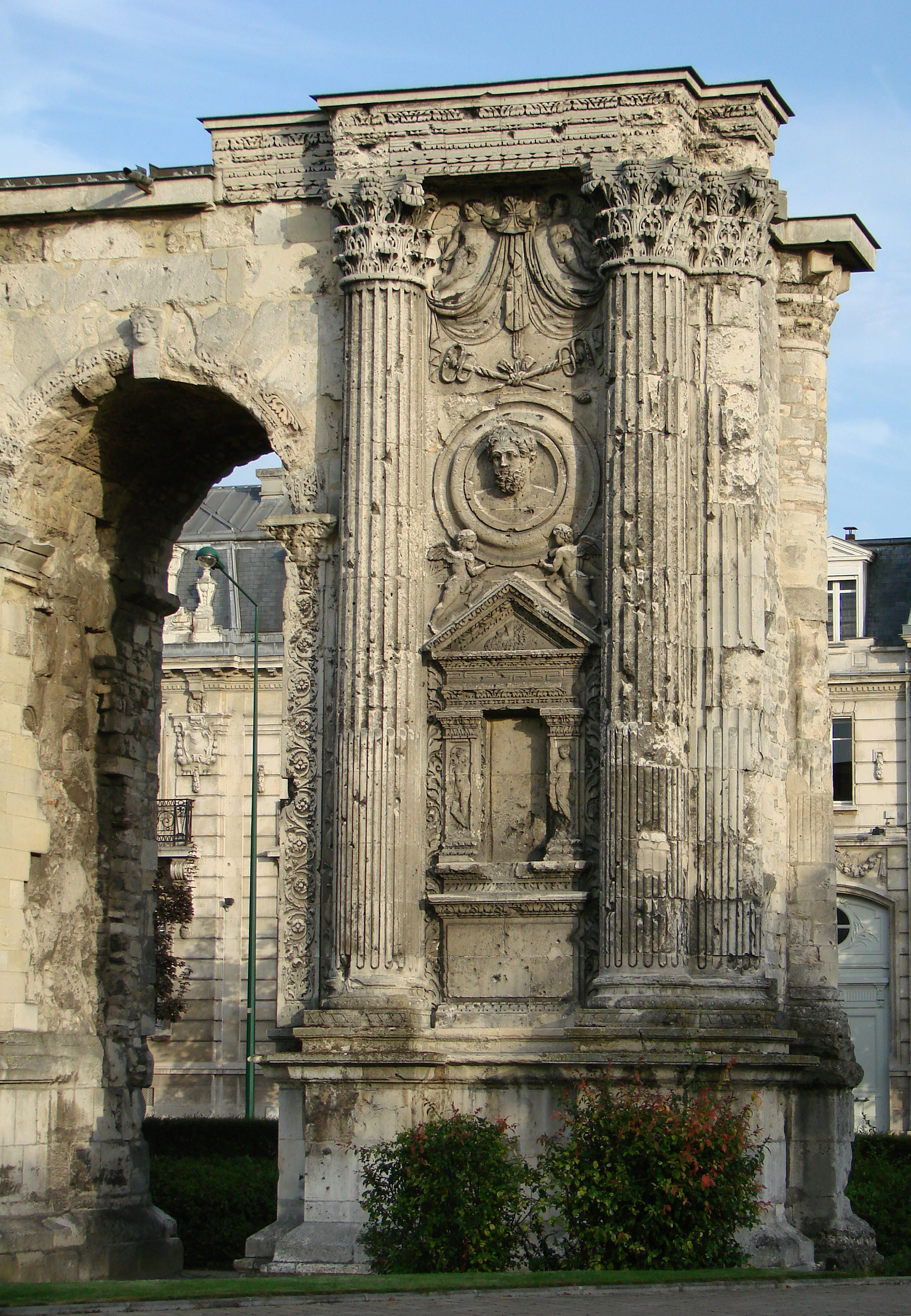
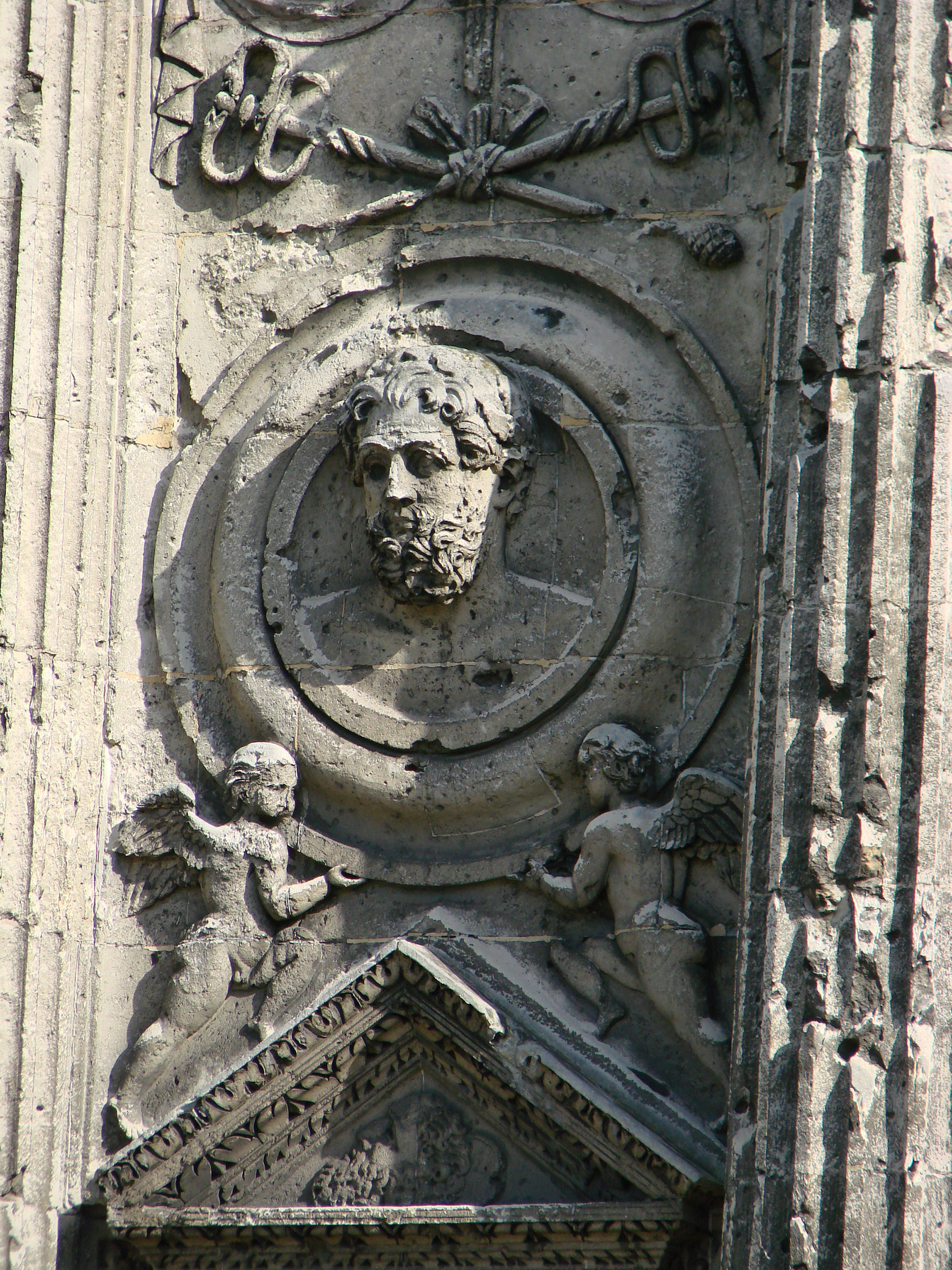
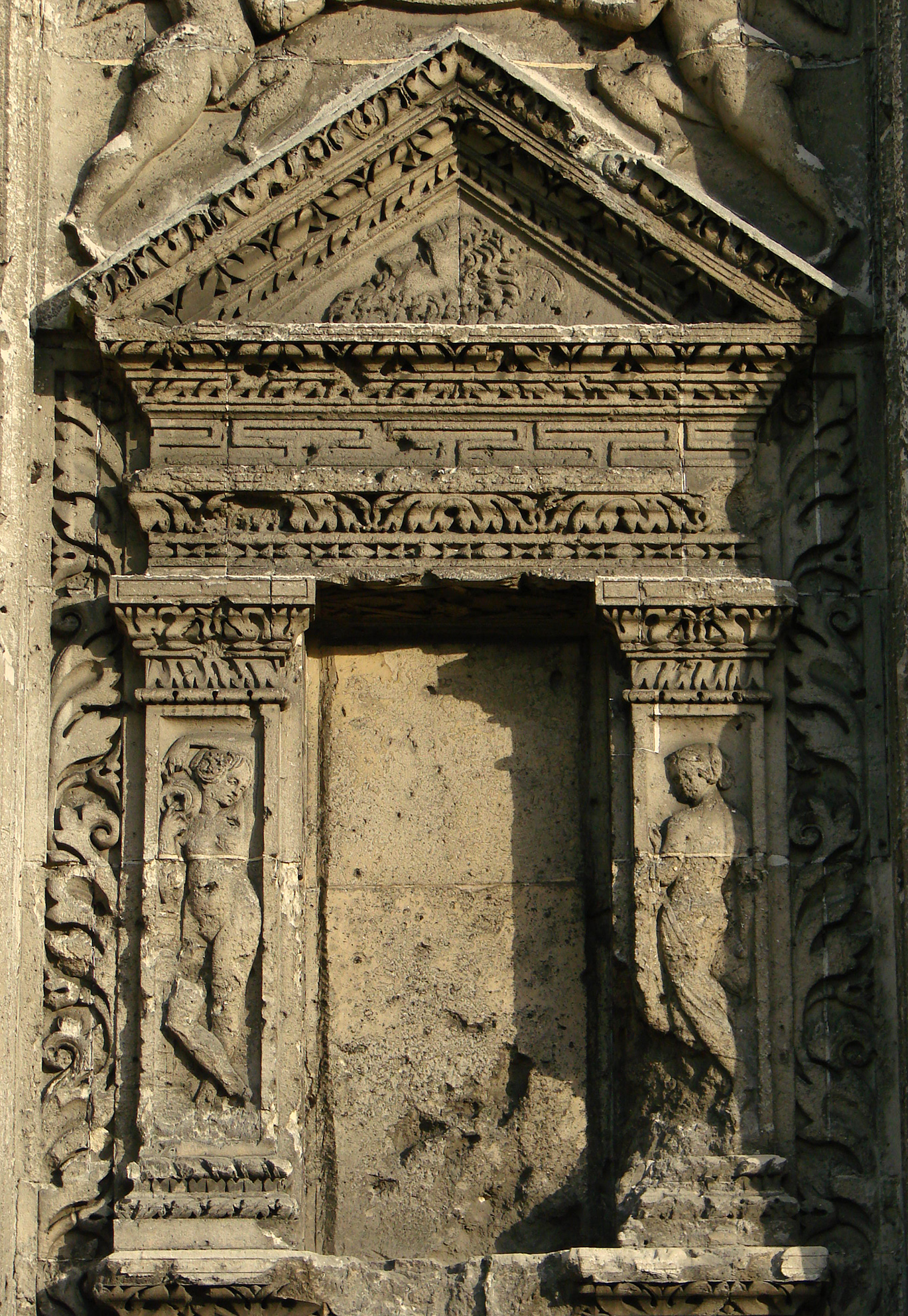
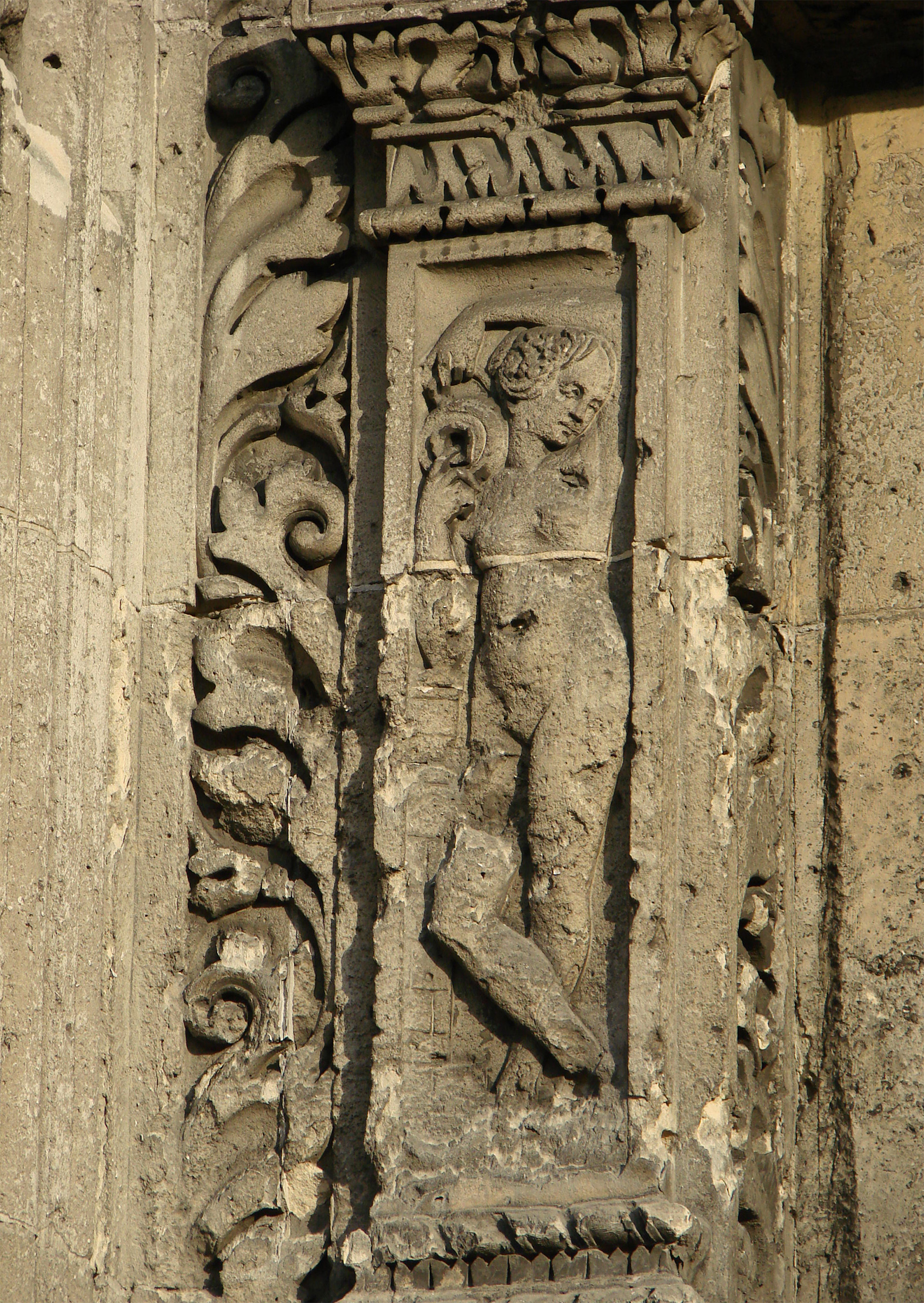
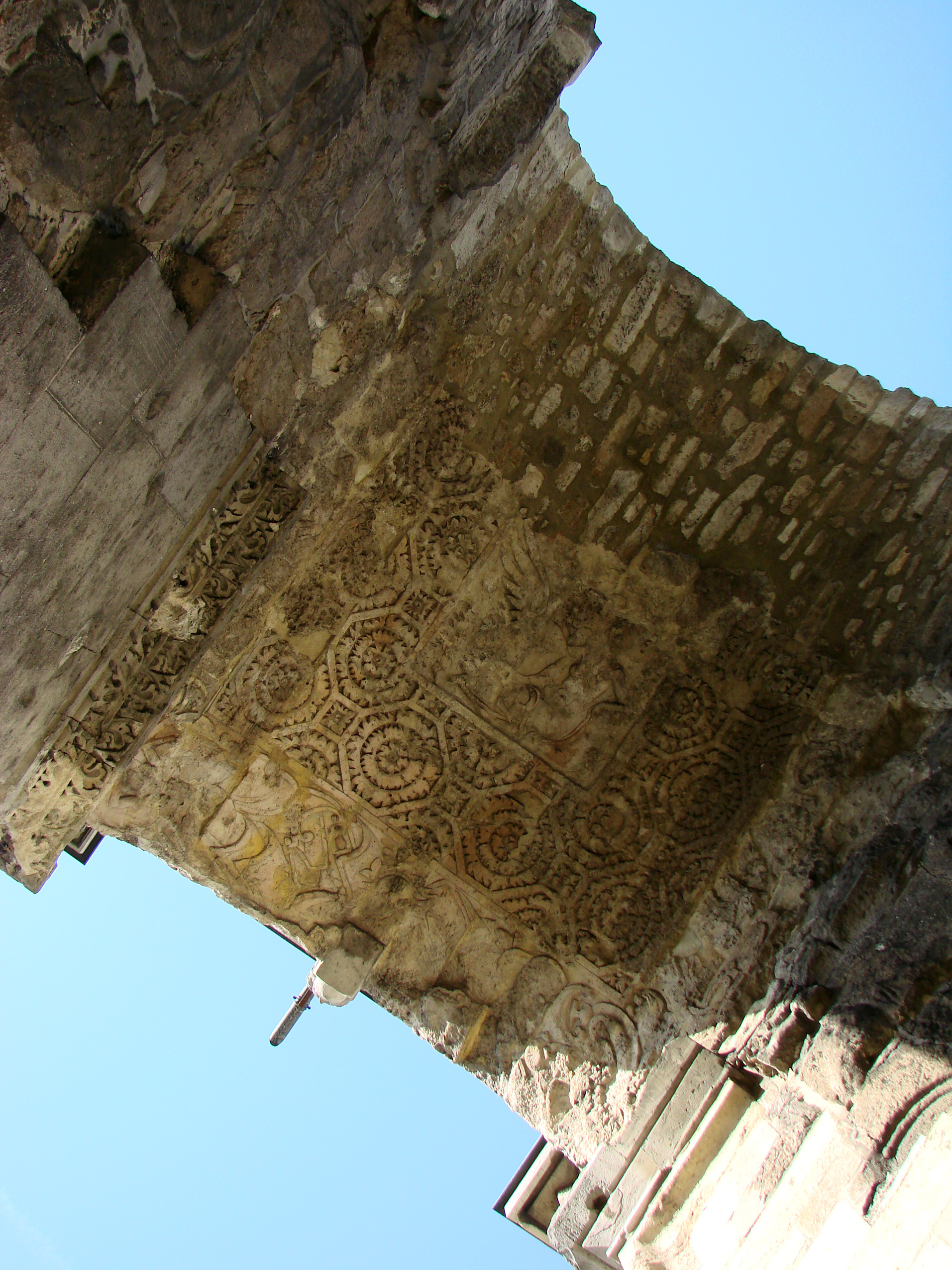
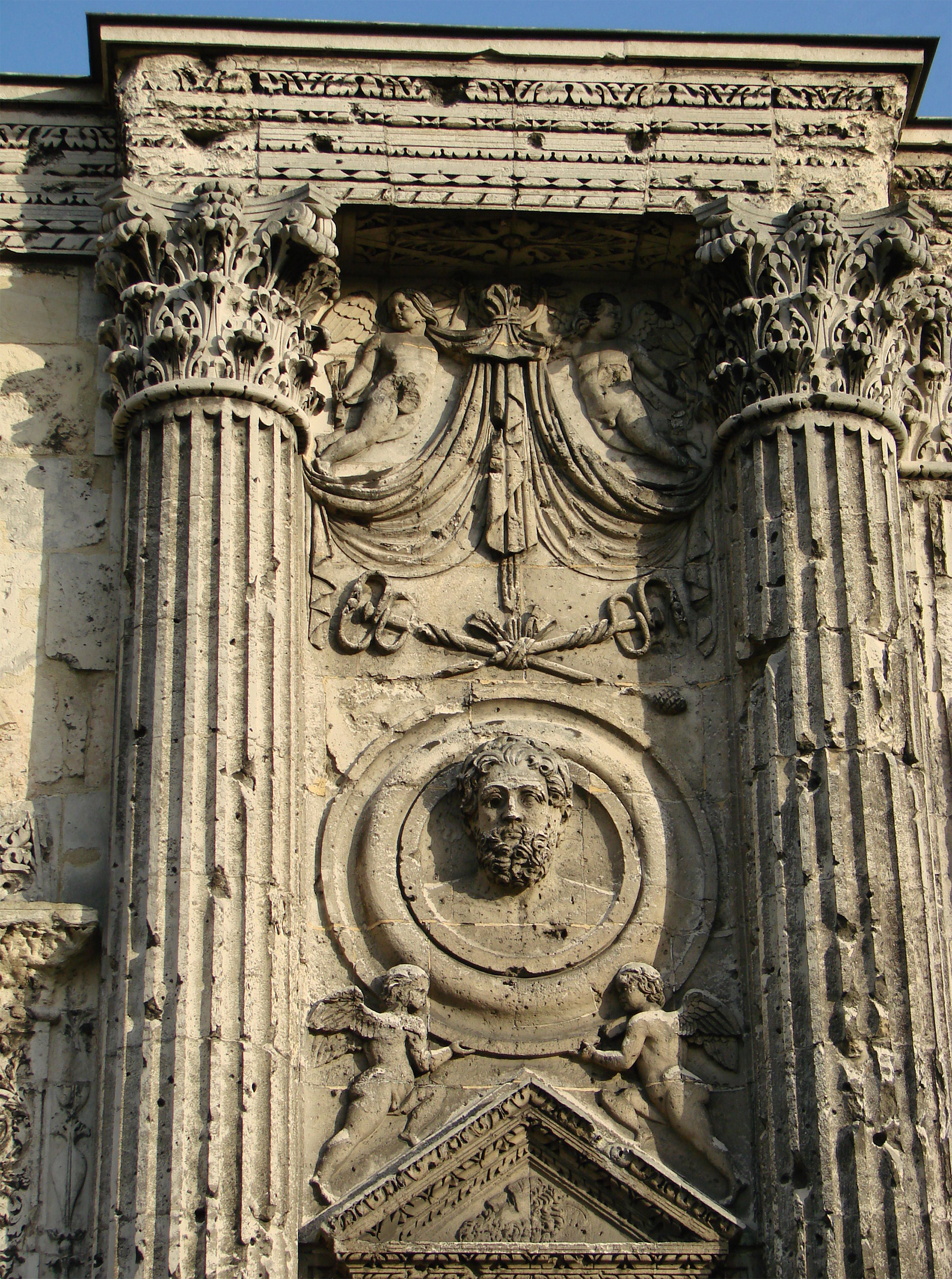
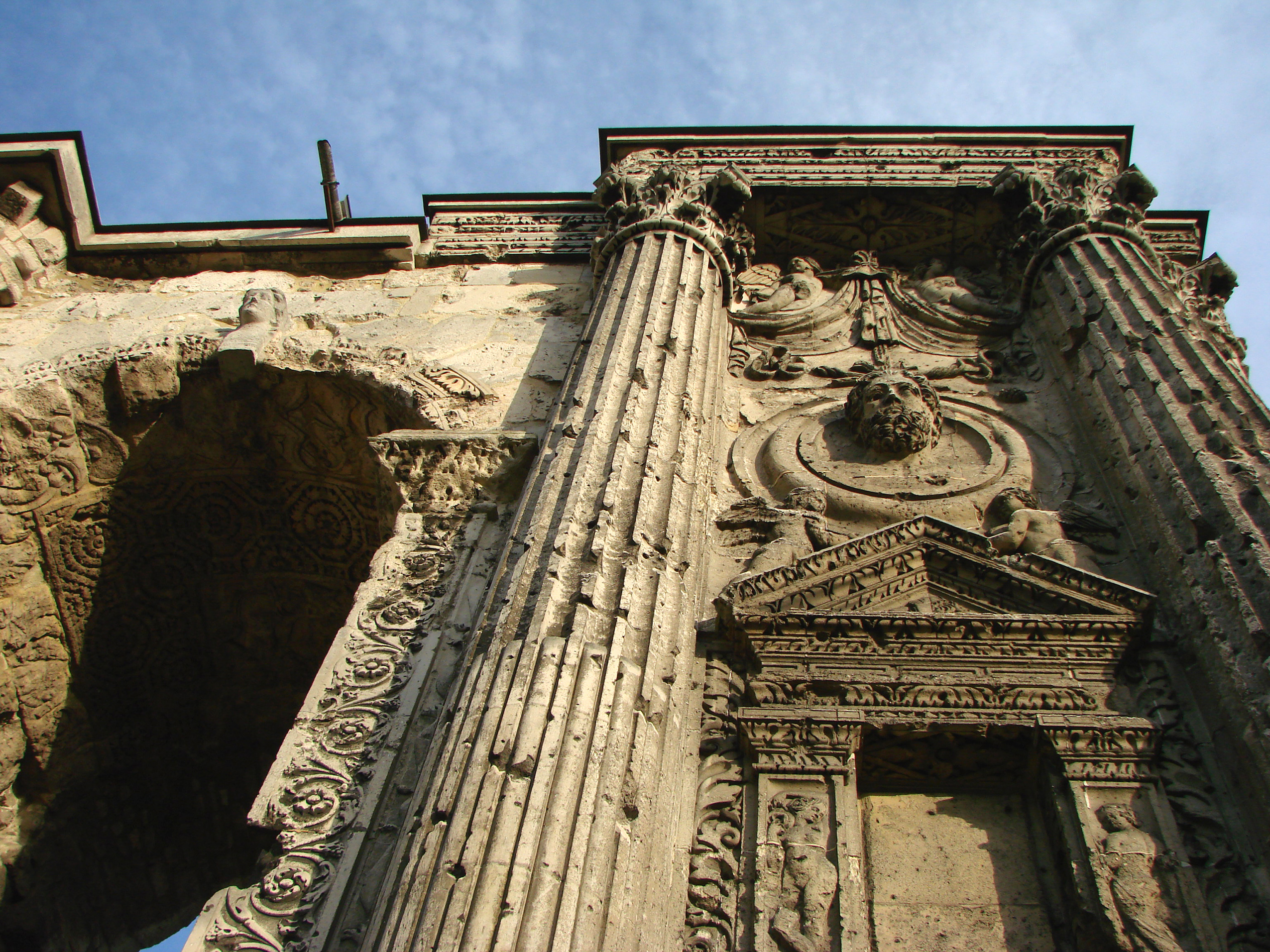
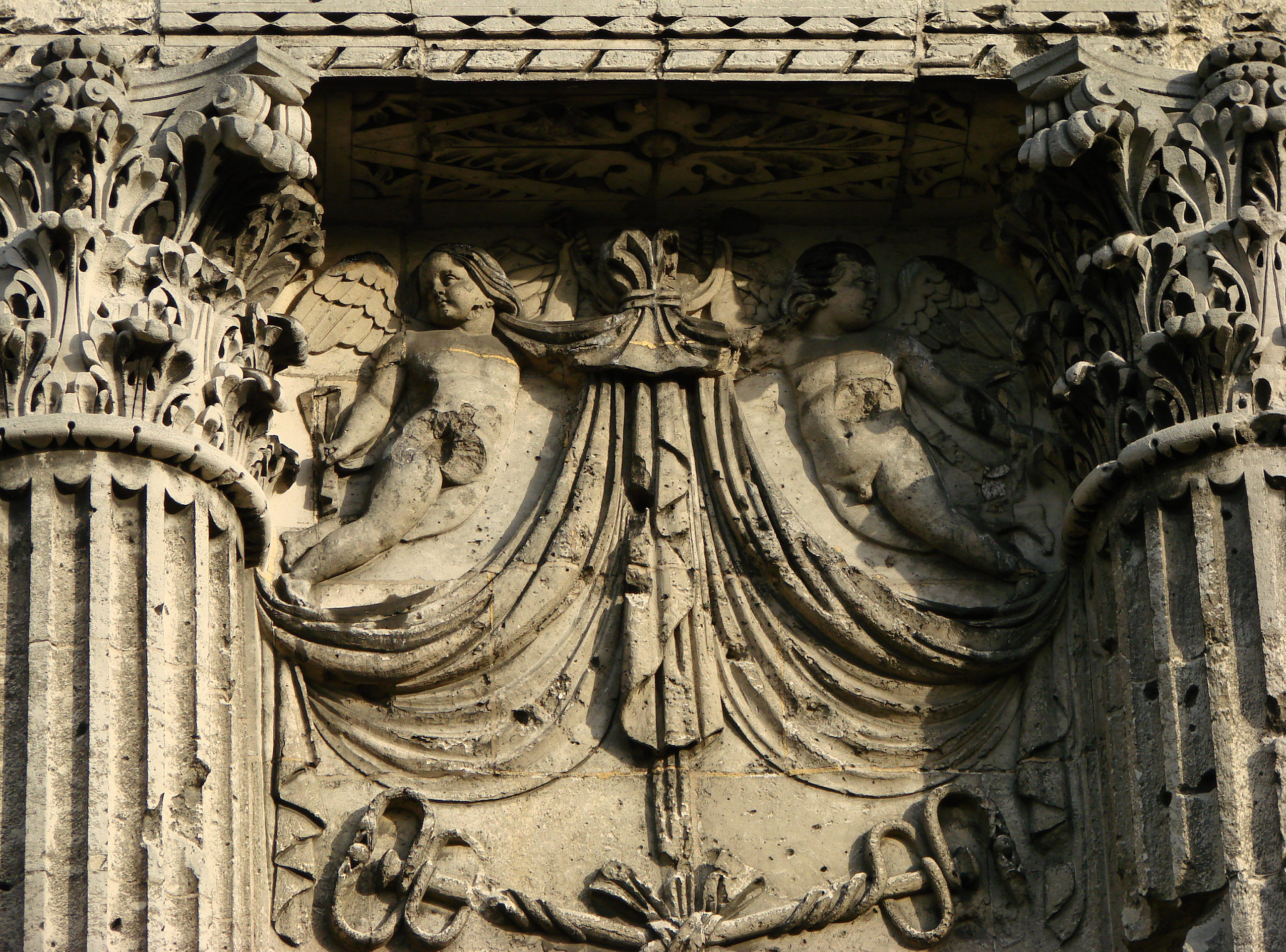
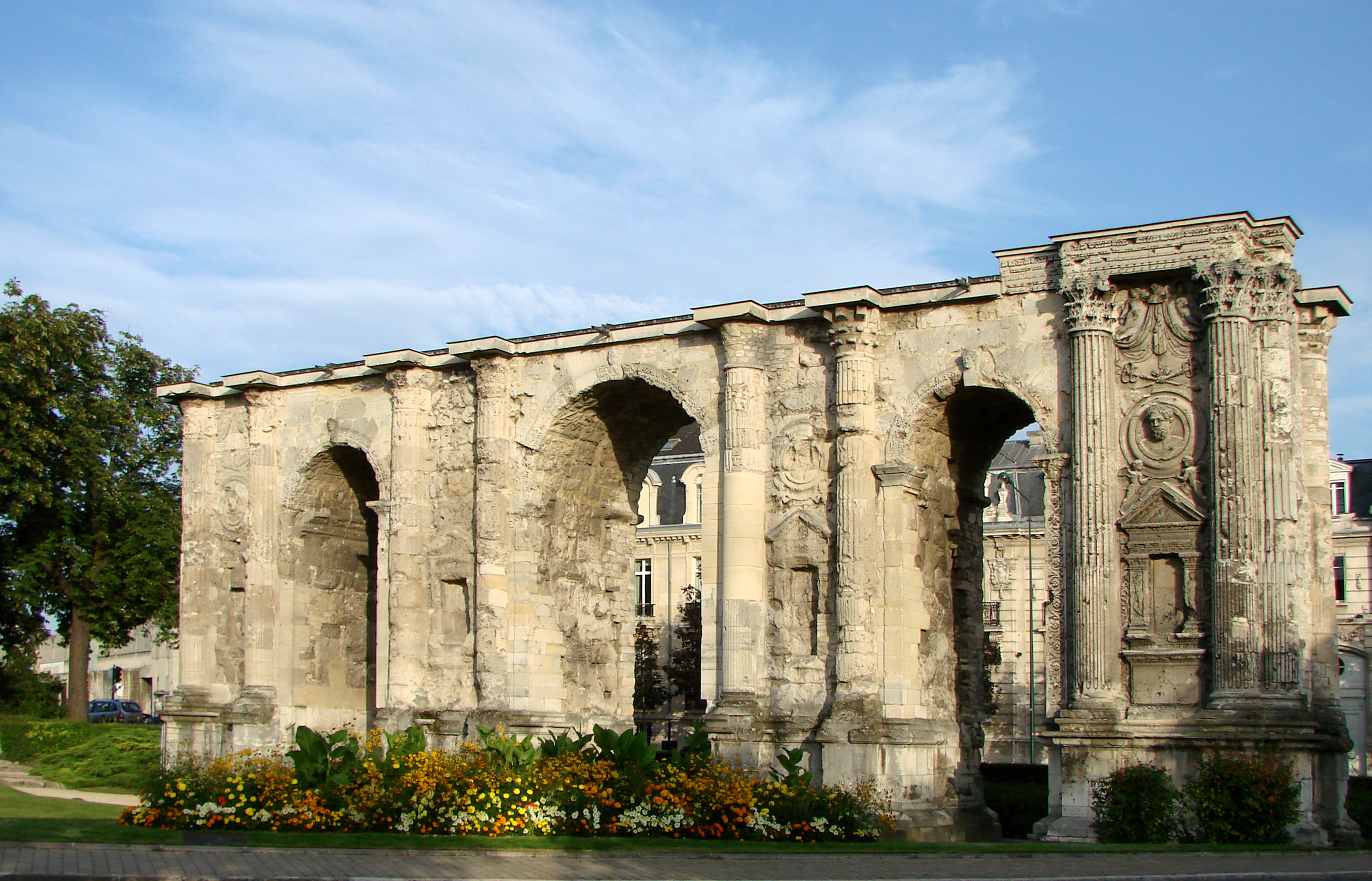
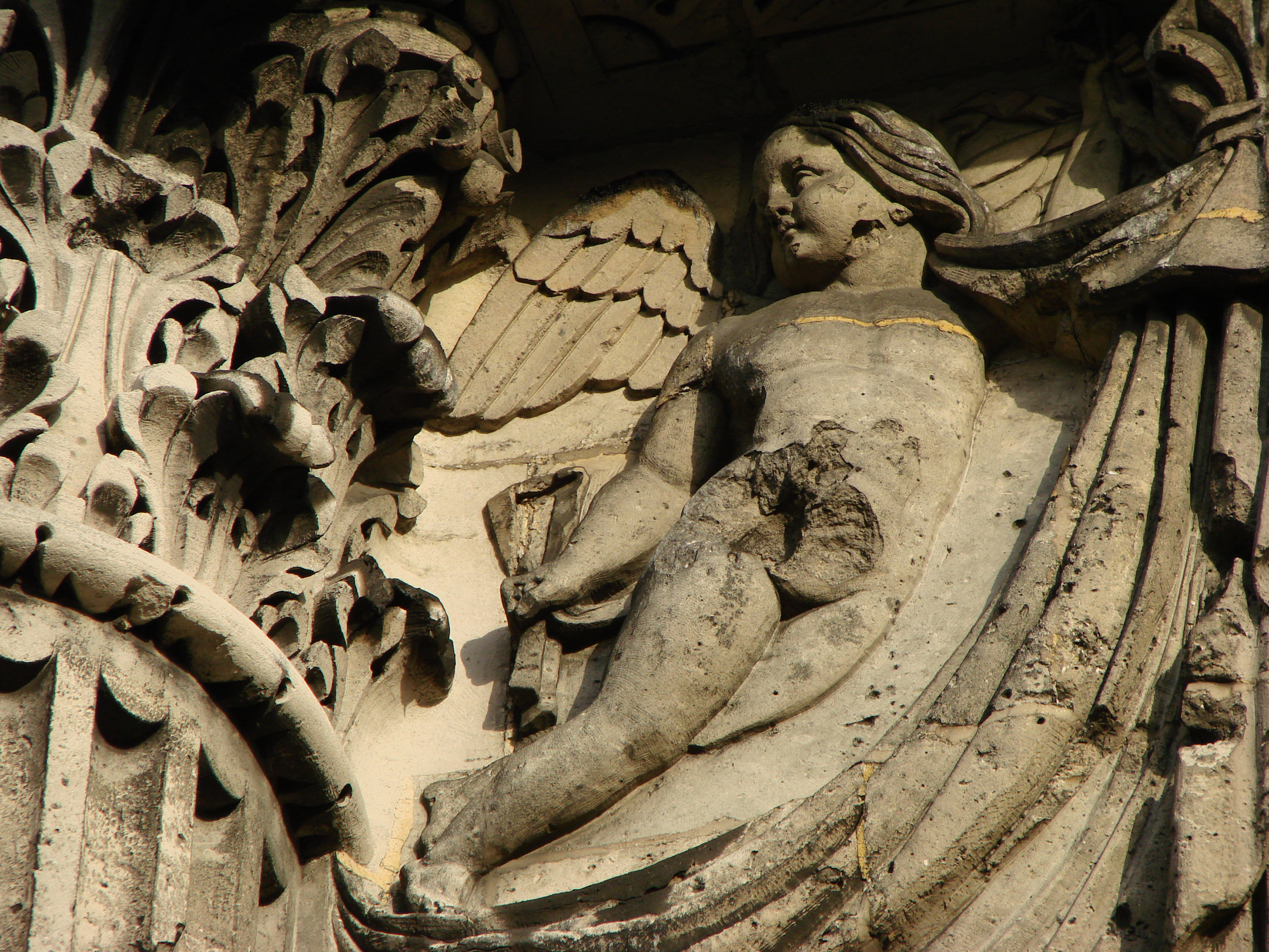
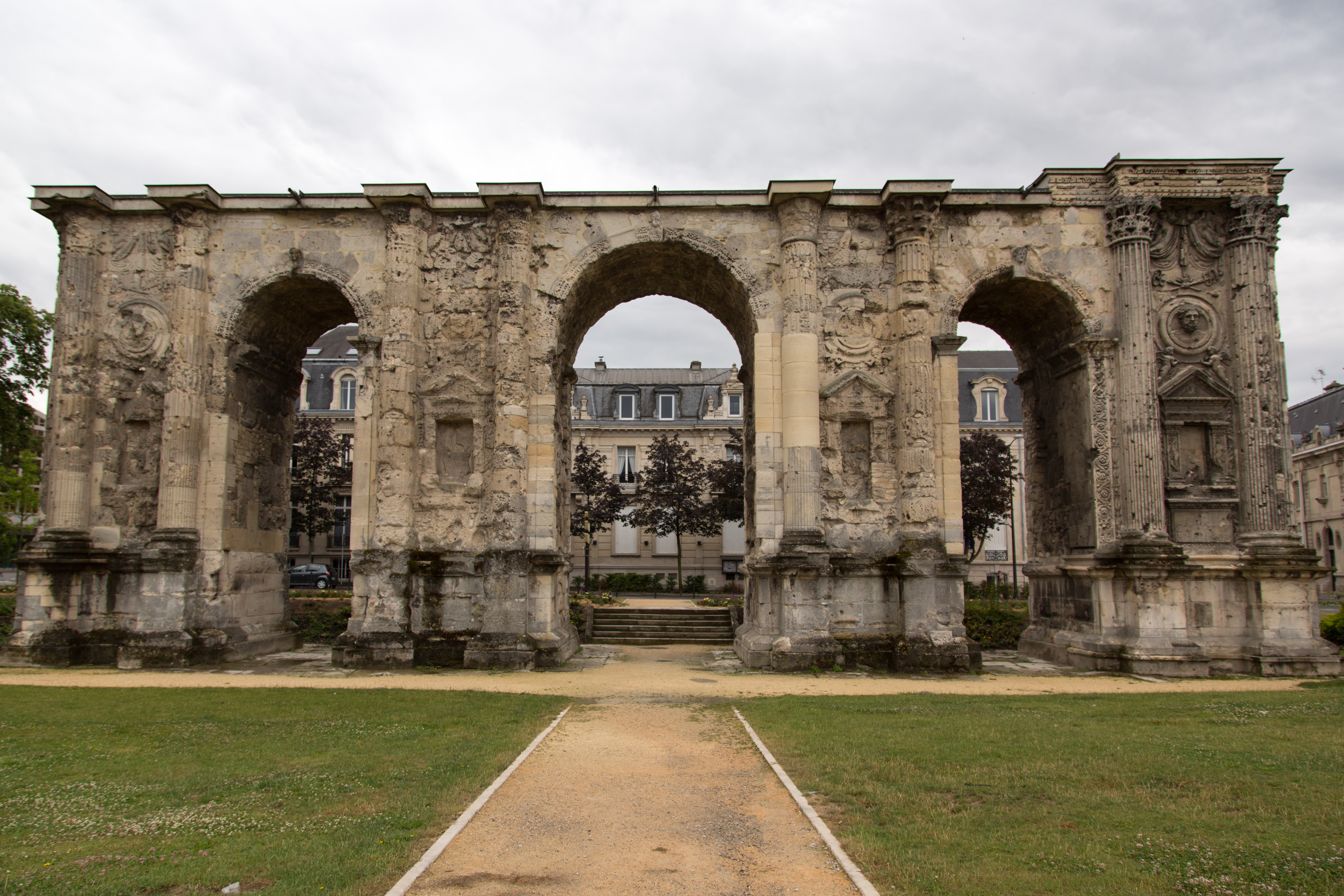
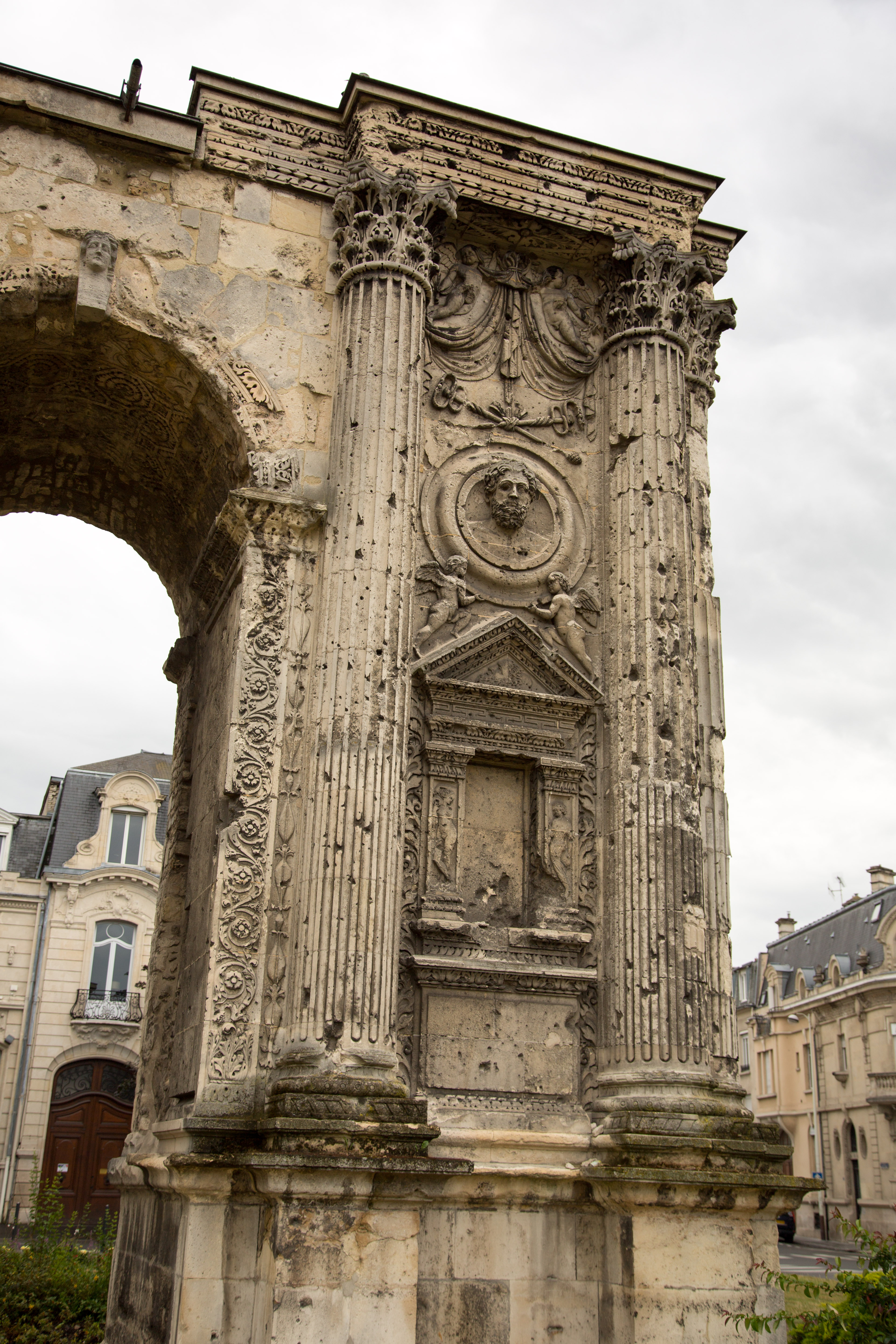
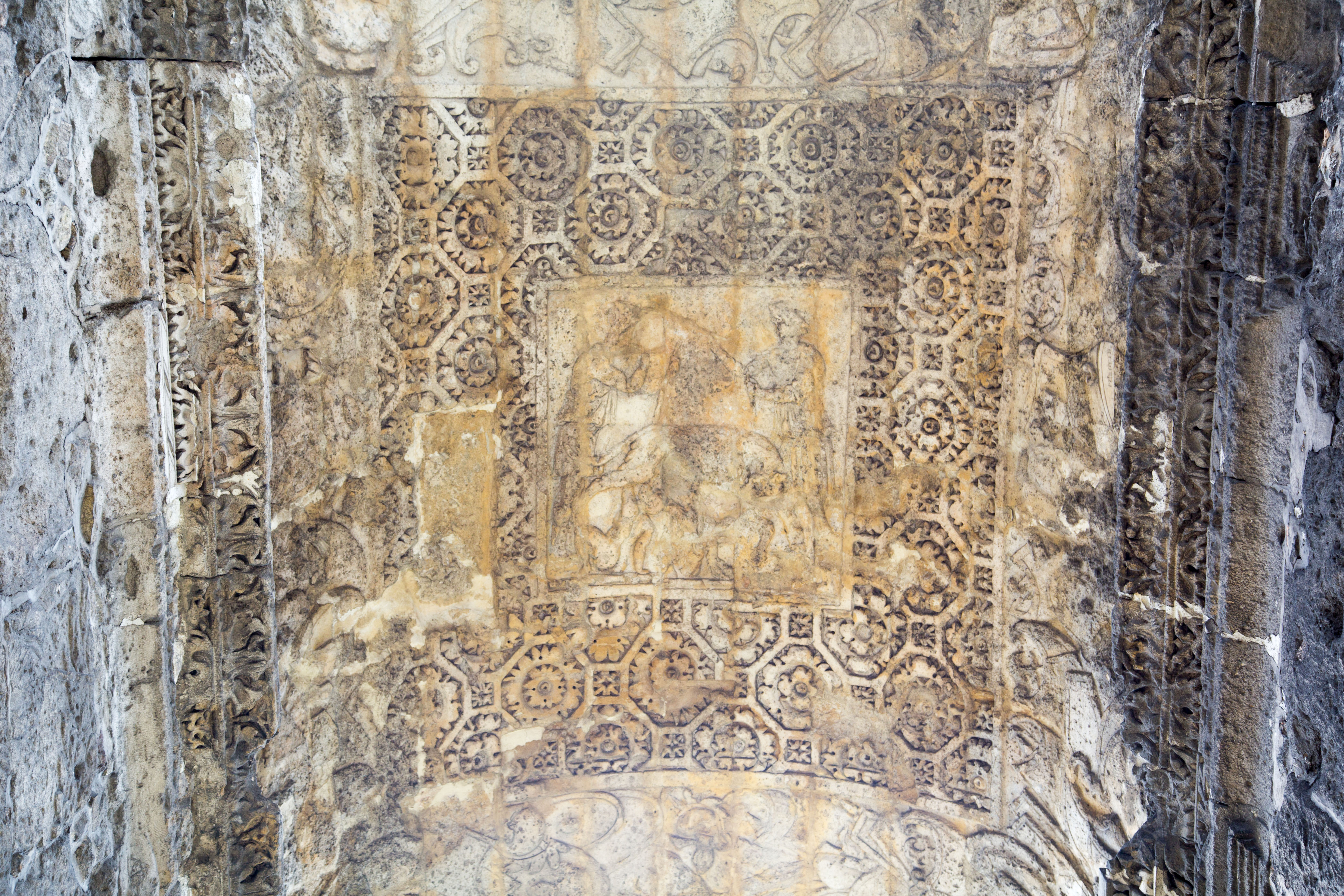
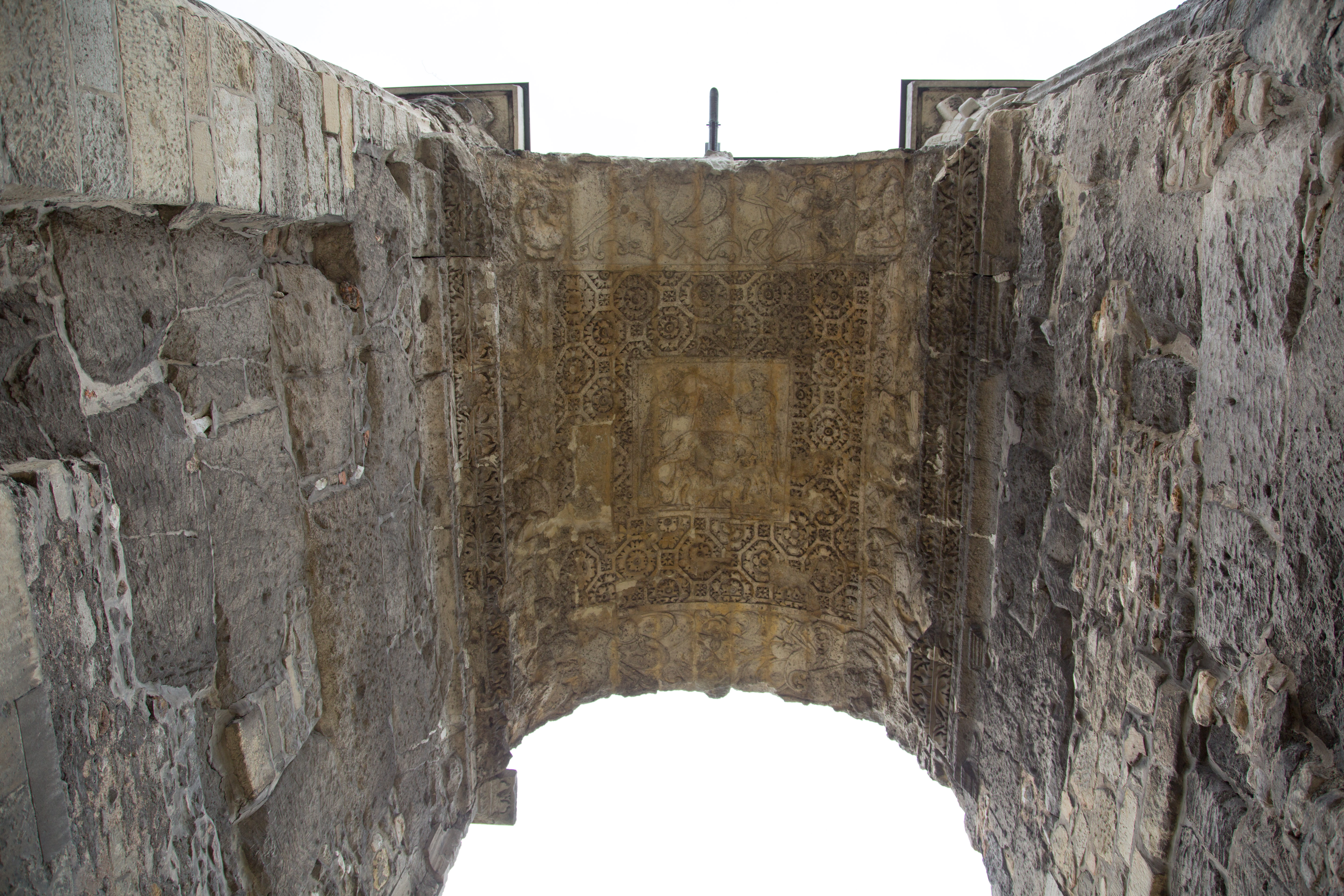
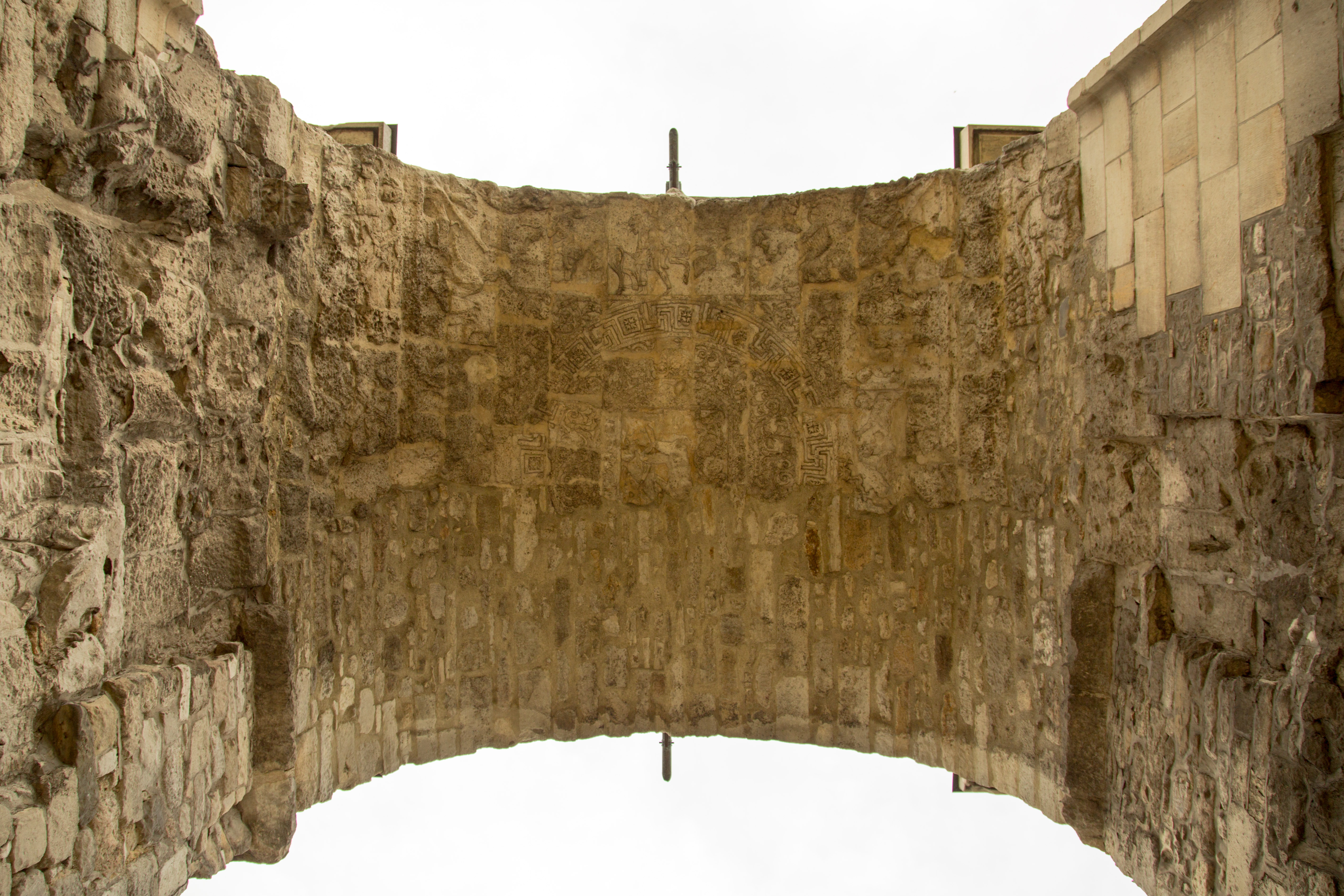
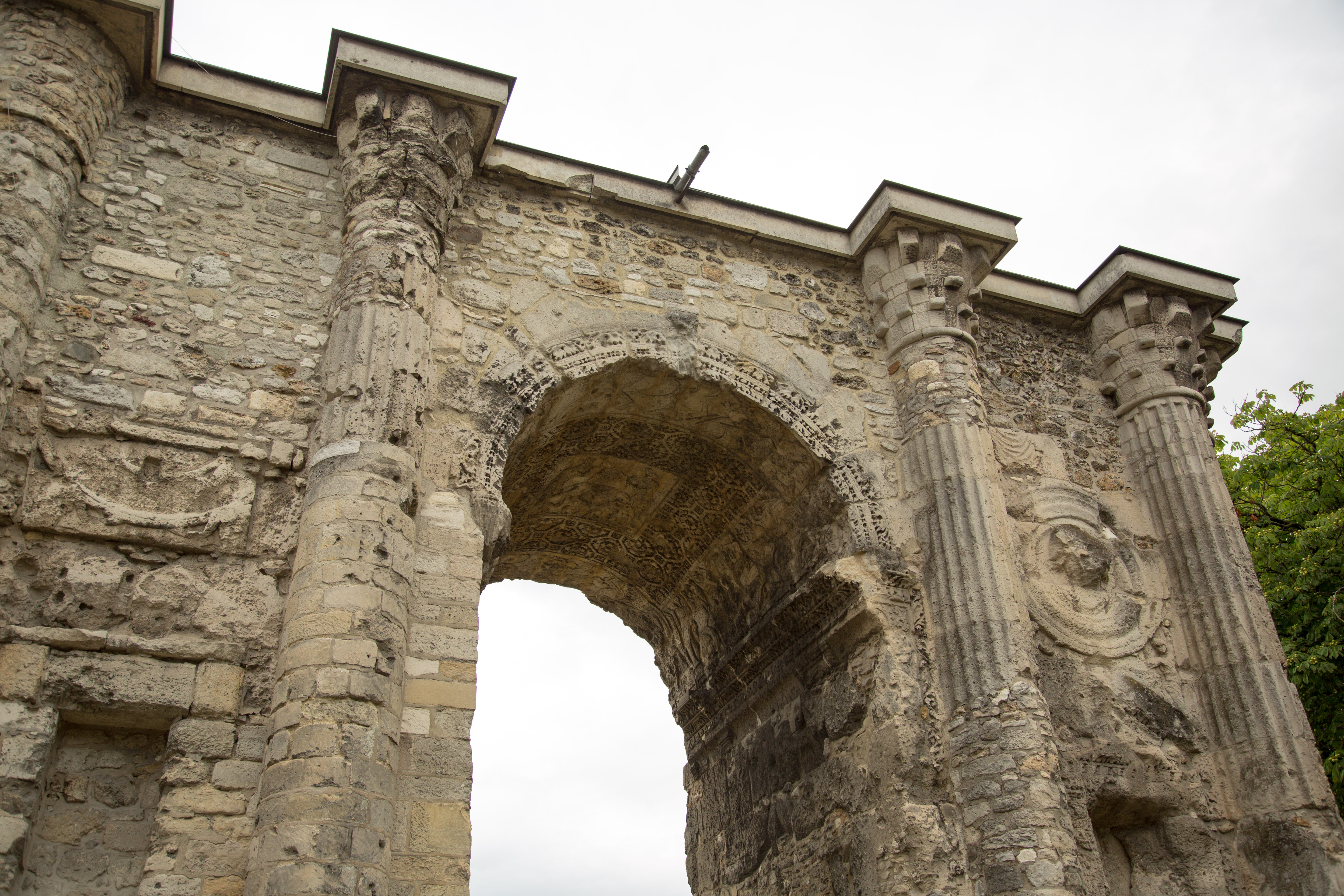
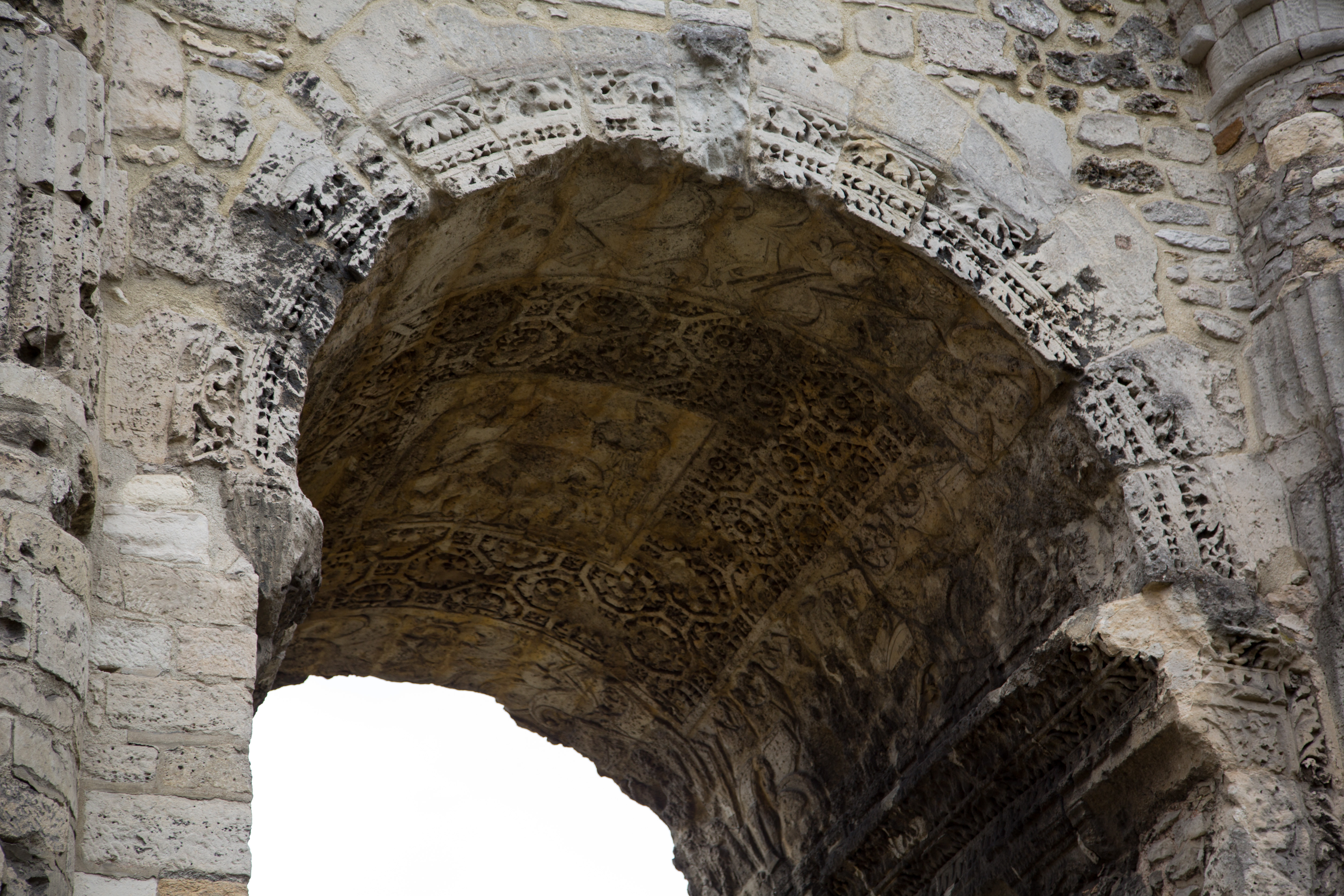
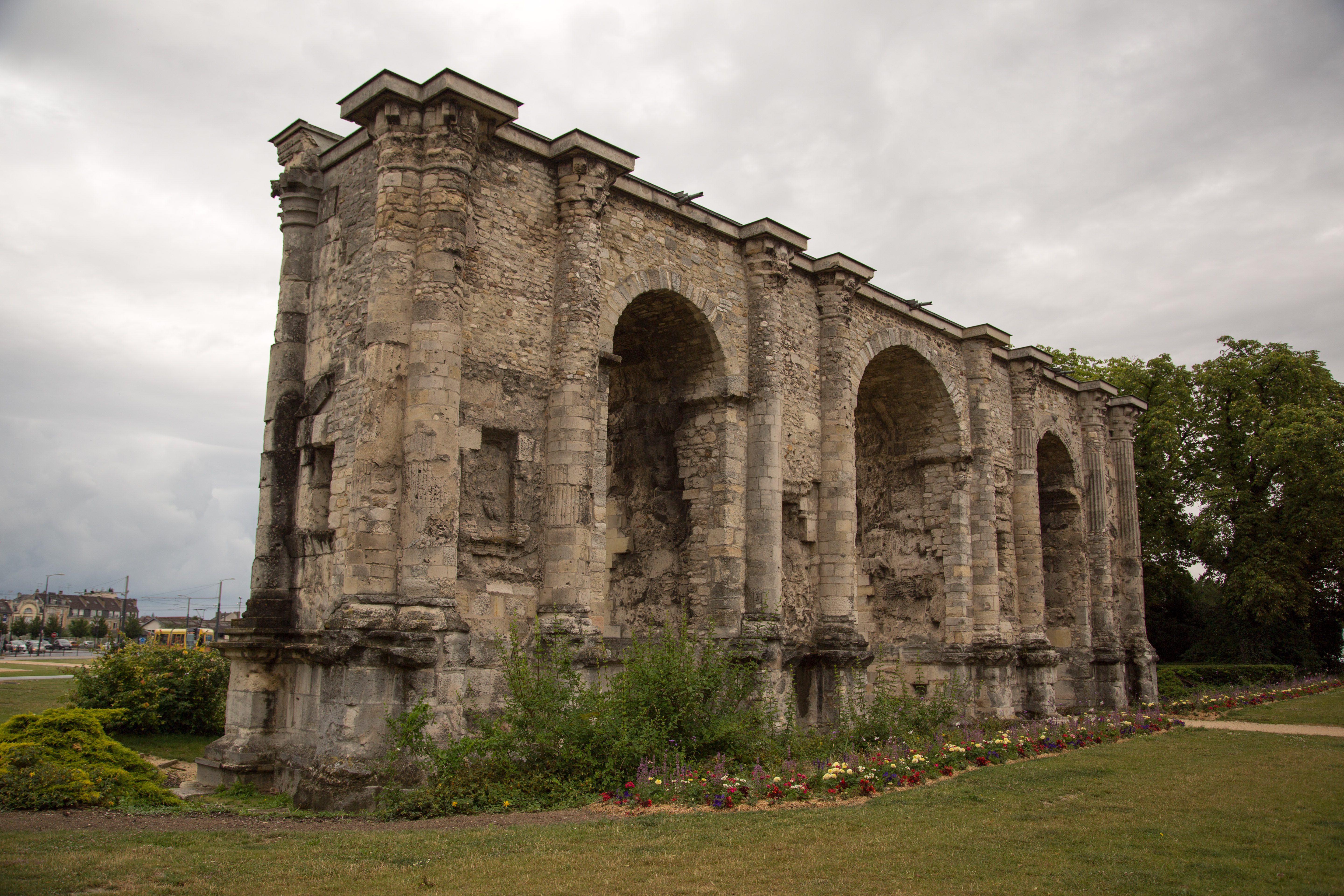
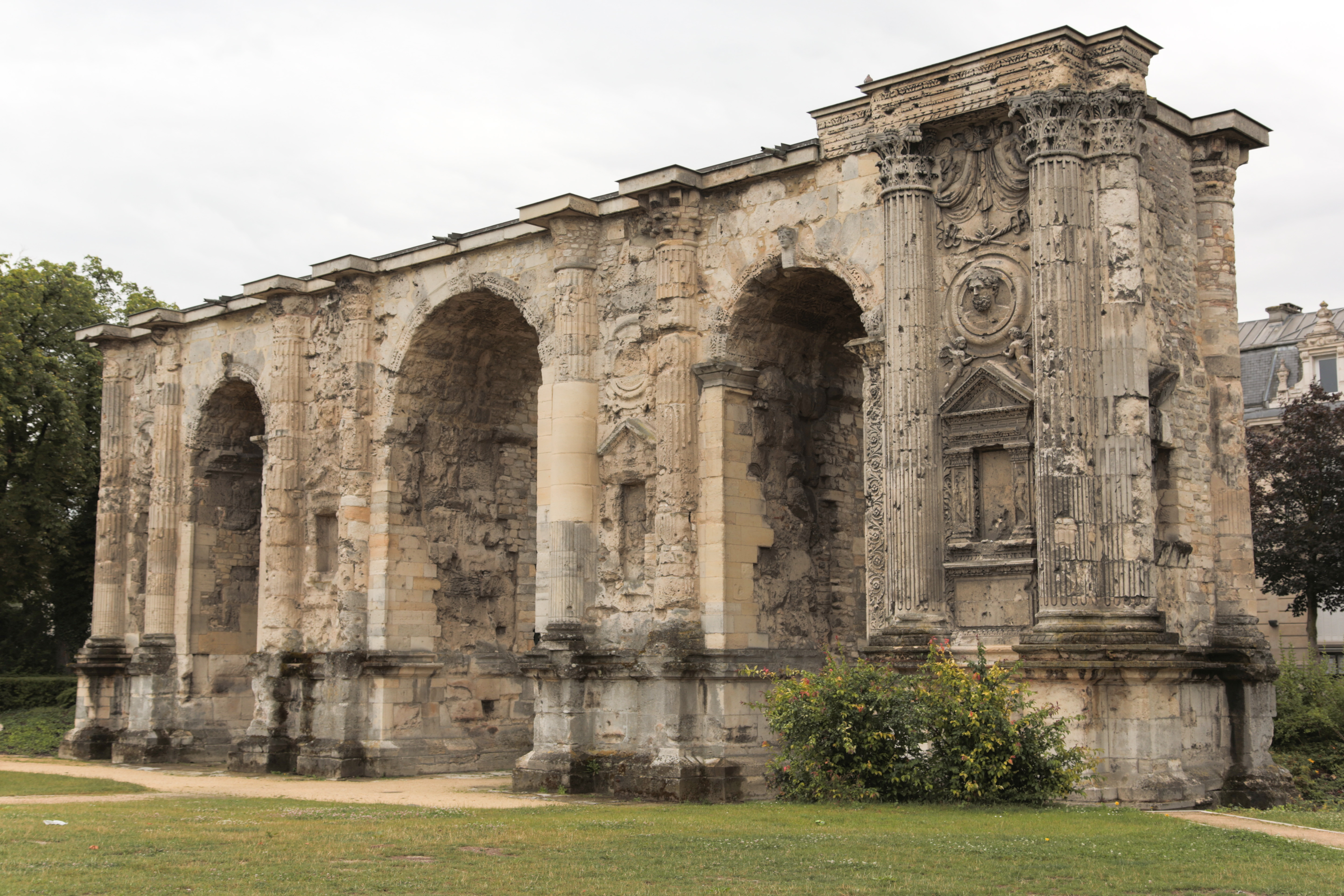
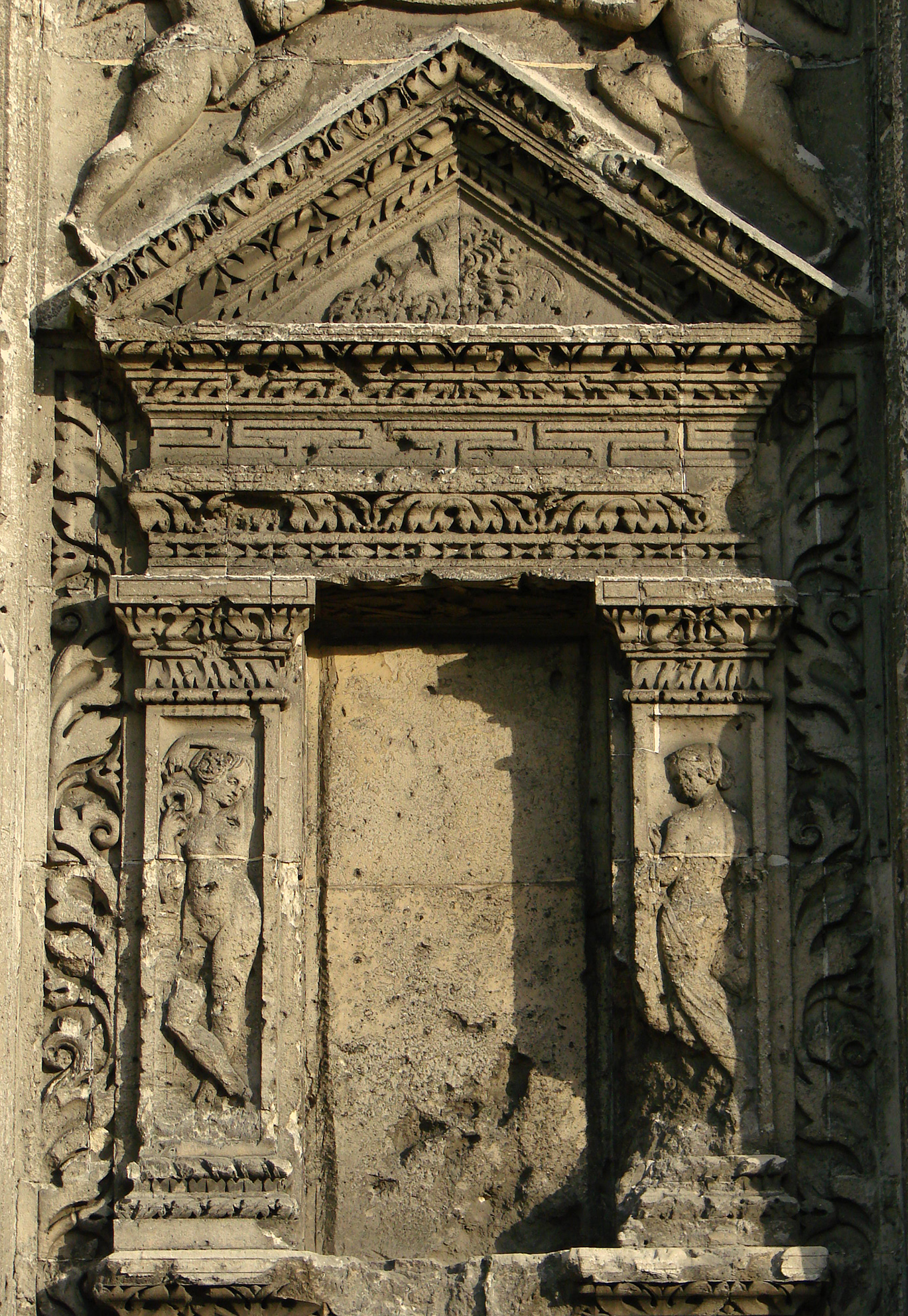